# Smedserudstjärnet (Fröskogs socken, Dalsland)
Smedserudstjärnet är en sjö i Åmåls kommun i Dalsland och ingår i Göta älvs huvudavrinningsområde.